# Eriococcus transversus
Eriococcus transversus är en insektsart som beskrevs av Green 1922. Eriococcus transversus ingår i släktet Eriococcus och familjen filtsköldlöss. Inga underarter finns listade i Catalogue of Life.